# Synthemis regina
Synthemis regina är en trollsländeart som beskrevs av Selys 1874. Synthemis regina ingår i släktet Synthemis och familjen skimmertrollsländor. Inga underarter finns listade i Catalogue of Life.